# Praia do Presídio (Aquiraz)
Praia do Presídio é uma praia brasileira localizada no município de Aquiraz no Ceará.
Está localizada a 43 km de Fortaleza e a poucos quilômetros do Praia do Iguape. Sua denominação vem da construção de um presídio no qual, durante as Invasões holandesas do Brasil, nas batalhas pela retomada da Capitania do Ceará pelos portugueses em 1654, os holandeses feitos prisioneiros eram mantidos.

Conheça outros pontos turísticos em:
http://belezadonossoceara.blogspot.com.br/